# Thann
Thann es una localidad y comuna francesa, situada en el departamento de Alto Rin, en la región de Alsacia.

## Demografía
| 7 736 | 8 318 | 8 519 | 7 788 | 7 751 | 8 033 |
| Para los censos de 1962 a 1999 la población legal corresponde a la población sin duplicidades (Fuente: INSEE [Consultar]) |       |       |       |       |       |

## Patrimonio y cultura
- Colegiata del siglo XV, en estilo gótico flamboyante.
- Ruinas del castillo de Engelbourg,